# 翅黃緣尖胸沫蟬
翅黃緣尖胸沫蟬（学名：Aphrophora flavicosta）为尖胸沫蟬科尖胸沫蟬屬下的一个种。